# 戈德氏副棘鮃
戈德氏副棘鮃為輻鰭魚綱鰈形目鰈亞目牙鮃科的其中一種，為熱帶海水魚，分布於中太平洋東部墨西哥海域，棲息深度73-146公尺，體長可達14公分，棲息在沙底質底層水域，生活習性不明。

## 扩展阅读
維基物種上的相關：戈德氏副棘鮃